# Futuro perfeito
futuro perfeito é o tempo verbal que expressa algo que já terá ocorrido antes de um tempo determinado no futuro.
Por exemplo: "I will have cleaned the house before midday" ou seja: "Eu terei limpado a casa antes do meio dia".
O futuro perfeito é usado em línguas como o Espanhol, o Francês, o Latim, entre outras.
O futuro perfeito pode ser usado nas formas:
Afirmativa: Sujeito + Will + have + verbo no past participle + complemento + .
Exemplo: "It's 10 o'clock. They will have arrived in New York by now."
Negativa: Sujeito + Won't + have + verbo no past participle + complemento + . 
Exemplo: "they won't have repaired the car until Friday"
Interrogativa: Will + sujeito + have + verbo no past participle + complemento + ?
Exemplo: "Will the show have started by the time we get there"